# 監軍
监军也称监军事、督軍，是中國歷史上，替中央政府監督在外之軍隊的官職，常持節。

## 簡介
監軍之名最早見於春秋時代齐景公以司马穰苴为将，以宠臣莊賈为监军。
秦始皇命蒙恬率兵防御匈奴，以長子扶苏为监，是為太子監軍之始。
至南朝時，監軍發展成為“典簽制度”。
隋末，常以御史监军事。
唐玄宗開元二十年（732年）以後，開始委派宦官擔任監軍，職權為“監視刑賞，奏察違謬”，唐代監軍制度完備，主要原因在於府兵制的瓦解、募兵制取而代之以後，朝廷無法有效控制地方軍隊，必須使用監軍制度。安史之乱后，置左右龙武、左右神武。左右羽林六军辟仗使，以宦官充任。唐朝中後期，宦官權勢開始坐大，甚至有廢立皇帝之權。直到唐昭宗天復三年，朱溫盡殺宦官，唐代宦官監軍制度告終，至此監軍制度亦走向衰落。
宋朝的基本國策是強幹弱枝，“兵無常帥、帥無常師”，兵將不相習，可以有效控制地方軍隊，因而逐漸不需要監軍一職。
宋代以後各朝代，時設時不設。 
民國初年，位居要津的軍官，往往以行省督軍、某部督軍、監軍等頭銜任職於北洋政府，而實際為軍閥。
今日，中華民國國軍實行的輔導長制度、中國人民解放軍實行的指導員制度，亦有古時監軍的功能。